# Alfieri Sacchetti
Alfieri Sacchetti (Trieste, 24 novembre 1919 – Casatenovo, 28 dicembre 1976) è stato un calciatore italiano, di ruolo terzino sinistro.

## Carriera
Cresciuto nelle giovanili della squadra della sua città, la Triestina, disputa con gli alabardati cinque campionati di Serie A, senza peraltro riuscire mai ad imporsi come titolare fisso (25 presenze complessive).
Dopo l'interruzione bellica dei campionati ufficiali disputa il Campionato Alta Italia 1944 con la maglia dell'Ampelea di Isola d'Istria, che, rinforzati anche dalla presenza di Giuseppe Grezar, Bruno Ispiro e Alberto Eliani, superano la Triestina nel girone regionale e cedono al Venezia nelle Semifinali Interregionali.
Dopo la fine del conflitto si trasferisce a Genova disputando da titolare tutti i 26 incontri del Campionato Alta Italia 1945-1946 con l'Andrea Doria. In seguito disputa due campionati di Serie B nelle file di Pisa e Pro Sesto inframezzate da due campionati nella Sampdoria dove però non scende mai in campo a causa di un infortunio. Chiude la carriera con i dilettanti della Vis Casatese nel ruolo di giocatore-allenatore.
In carriera ha collezionato complessivamente 25 presenze nella Serie A a girone unico e 56 presenze in Serie B.